# Partición del Sáhara Occidental
La Partición del Sáhara Occidental es uno de los planes propuestos por la MINURSO (Misión de Naciones Unidas para el referéndum en el Sahara Occidental) para la solucción del conflicto entre Marruecos y el Frente Polisario. Está basado en un desarrollo del Acuerdo Tripartito de Madrid.

## Historia
El acuerdo de partición del Sáhara Occidental, formalmente la "Convención sobre la línea fronteriza estatal", fue un tratado firmado en Rabat el 14 de abril de 1976 entre Marruecos y Mauritania con el fin de dividir el territorio en disputa del Sáhara Occidental entre ellos tras la retirada de España, como potencia administradora, y en virtud del Acuerdo Tripartito de Madrid.
El tratado tenía como objetivo demarcar las fronteras entre Marruecos y Mauritania como parte de la división. La frontera se definió como una línea recta desde la intersección de la costa y el paralelo 24 norte, a través de la intersección del paralelo 23 norte y el meridiano 13 oeste, y continuando hasta las fronteras preexistentes de Mauritania. Lo firmaron Hamdi Ould Mouknass, ministro de Asuntos Exteriores de Mauritania, y Ahmed Laraki, ministro de Asuntos Exteriores de Marruecos. Mauritania renunció a su reclamo en 1979, debido a las insurgencias en la región. Posteriormente, Marruecos reclamó la totalidad del Sáhara Occidental desde 1979.
En 2002, y ante la falta de progresos en la negociación de las partes en conflicto, fue planteada en el seno de la ONU nuevamente la división del territorio por Kofi Annan y James Baker, lo que se conoce como el "Plan Annan-Baker". Nuevamente, en 2024 y bajo la intransigencia e inmobilidad de las partes en conflicto, incapaces de negociar, Staffan de Mistura, enviado de la ONU, volvió a recomendar a todas las partes rescatar las negociaciones y desarrollar el plan propuesto por Annan y Baker, como única solución viable al conflicto.